# Кыйы
Кыйы (якут.  ) — село в Таттинском улусе Якутии России. Административный центр и единственный населённый пункт Тыарасинского наслега. Население — 719 чел. (2021), большинство — якуты .  

## Географическое положение
Находится на берегу реки Татта при впадении в неё р. Туойэ, над одноименным озером,которое относится к бассейну р. Туойэ. 
До райцентра с. Ытык-Кюёль — 45 км. Преобладает равнинно-аласный рельеф местности. Основная часть села находится на возвышенности, ранее составлявшая лесной массив и елань.Территория, подчинённая администрации села, граничит на севере с Жулейским наслегом, на западе — Чурапчинский улус, на юге — Дая — Амгинский, на востоке — Октябрьский наслега. Территория, вдоль южной части реки Татта покрыта густым лесным массивом. 

## История
Село Кыйы основано в 1930 году над одноименным озером при укрупнении коллективных хозяйств. Ранее территория села была заселена несколькими дворами. Издревле территория села являлась местом примыкания земель Лебейского, Негмяситского и Бегесского родов Терасинского наслега. 

## Население
| 2002 | 2010 | 2011 | 2012 | 2013 | 2014 | 2015 |
| ---- | ---- | ---- | ---- | ---- | ---- | ---- |
| 795  | ↗818 | ↘817 | ↘777 | ↘735 | ↘725 | ↘715 |
| 2016 | 2017 | 2018 | 2019 | 2020 | 2021 |      |
| ↘709 | ↗710 | ↗712 | ↗713 | ↗726 | ↘719 |      |

Национальный состав
Согласно результатам переписи 2002 года, в национальной структуре населения якуты составляли  99 % от общей численности населения в 795 чел..

## Инфраструктура
Население в основном занимается скотоводством, коневодством, заготовкой сена. Действуют личные подсобные хозяйства, ското- и коневодческие крестьянские хозяйства. Уличная сеть представлена 13 улицами, 2 переулками и двумя набережными.

## Транспорт
По селу проходит федеральная автомобильная дорога «Колыма» (216 км.).